# Sasakia sugitanii
Sasakia sugitanii är en fjärilsart som beskrevs av Matsumura 1919. Sasakia sugitanii ingår i släktet Sasakia och familjen praktfjärilar. Inga underarter finns listade i Catalogue of Life.